# Mees Gerritsen
Melis (Mees) Gerritsen (Amsterdam, 15 september 1939) is een Nederlands voormalig wielrenner.

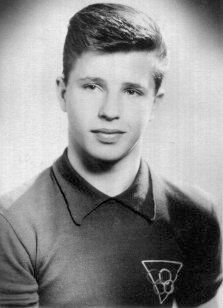

Als baanwielrenner waren zijn belangrijkste uitslagen:
- 1956 - 3e NK Sprint
- 1957 - Kampioen van Nederland Sprint
- 1958 - 2e NK Sprint
- 1959 - Kampioen van Nederland Sprint
- 1960 - 2e NK Sprint
- 1960 - 4e op het onderdeel Tandem bij de Olympische Spelen in Rome.

Door een val van tandemduo Gerritsen / Paul tijdens de 2e rit in de halve finale tegen het Italiaans tandemduo Beghetto / Bianchetto, de latere Olympisch Kampioenen, kon het Nederlandse duo niet meer starten om de 3e plaats. Die werd nu toegekend aan het Russisch tandemduo Leonov / Vassiljev.